# جاكوب فرينش
جاكوب فرينش (بالإنجليزية: Jacob French)‏ هو ملحن أمريكي، ولد في 15 يوليو 1754 في Stoughton, Massachusetts ‏ في الولايات المتحدة، وتوفي في 1817 في Simsbury, Connecticut ‏ في الولايات المتحدة.

## وصلات خارجية
- جاكوب فرينش على موقع ميوزك برينز (الإنجليزية)
- جاكوب فرينش على موقع ديسكوغز (الإنجليزية)